# Renault Oroch
Oroch ou Duster Oroch é uma picape intermediária de cabine dupla fabricada pela Renault, baseada no SUV Dacia Duster. Possui quatro portas, espaço para cinco passageiros, suspensão traseira multilink e carga útil de 650 kg e um volume de 683 L. Com um extensor de caçamba, que permite esticar o espaço útil até o limite da tampa aberta, esse volume sobe para 989 litros. É a versão pick-up do Duster com o entre-eixos esticado em 15,5 cm. É produzido desde 2015 no Brasil. A Renault resolveu inovar e criou uma nova categoria de picape com porte entre os modelos compactos e as médias, espaço e preço a meio caminho entre as compactas e as médias.

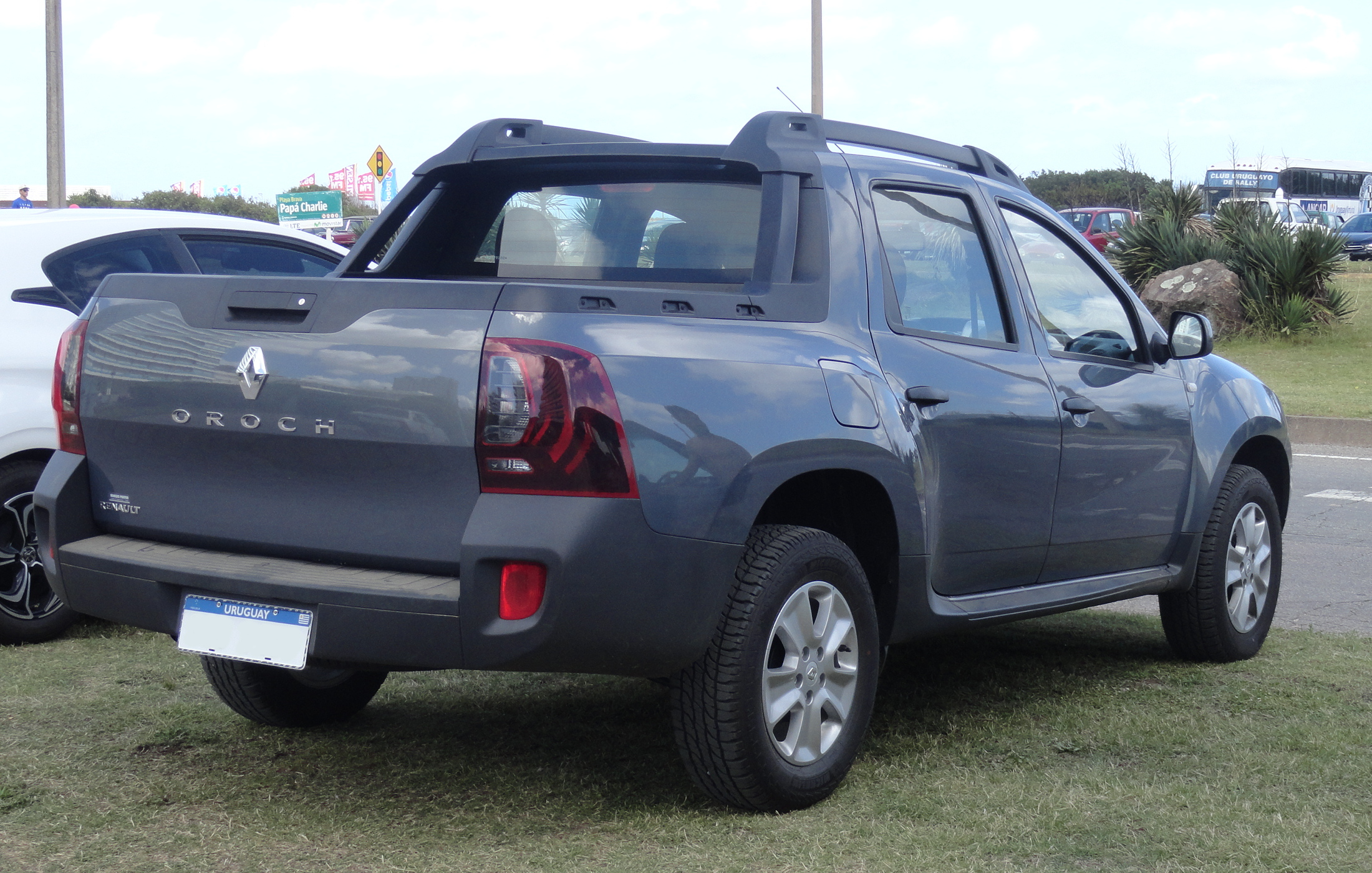
Renault Duster Oroch.

O desenho da Duster Oroch é assinado pelo Technocentre Renault, na França, em parceria com o Renault Design América Latina, o estúdio de desenho e estilo localizado em São Paulo.
O show car da então Duster Oroch foi revelado no Salão do Automóvel de São Paulo de 2014. O Renault Duster Oroch foi oficialmente exibido na edição de 2015 do Salão de Buenos Aires.
A primeira reestilização do veículo traz o inédito motor 1.3 turbo vindo do Captur e uma mudança de nomenclatura. A Renault retirou o nome "Duster" do veículo para diferenciar melhor um do outro.  

## Prémios do Duster Oroch
- Melhor Picape no prêmio Revista Autoesporte 2016[1]
- Melhor Picape no prêmio 10Best 2016[8]
- Melhor Picape 2016 no prêmio Car and Drivers Brasil "CAR Magazin"[9]
- Prêmio Imprensa Automotiva 2015 promovido pela Associação Brasileira da Imprensa Automotiva[10]
- Melhor Picape Pequena de 2015 no prêmio L´Auto Preferita (AutoEntusiastas, Agência Auto Informe, Auto Data, Tribuna de Santos, Automotive Business, etc.).[11]